# 秦泰山刻石

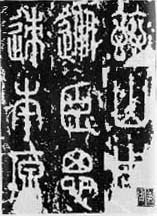
泰山刻石拓本

秦泰山刻石，又称封泰山碑，秦始皇二十八年（前219年）东巡泰山时所立。
碑高四尺五寸、宽一尺四寸，字型工整、笔画圆健，是秦始皇统一文字后的小篆，相传为宰相李斯所书。刻石北、东、西三面为秦始皇诏书，共144个字，南面为秦二世元年（前209年）所刻二世诏书78个字。
刻石原立於岱頂，至明只存29字。清乾隆五年（1740年）遭火，刻石遂失；嘉庆二十年（1815年）在山顶玉女池中搜得残石2块，尚存10字，移至岱庙；现在位于泰山岱庙东御座的露台前西侧，仅存二世诏书中的10个残字：斯、臣、去、疾、昧、死、臣、请、矣、臣。

## 拓本與僞作
泰山刻石最著名的拓本为民國初年現世的宋拓百六十五字本，收165字，曾由明朝大收藏家安國收藏，1940年爲中村不折購得，现藏于日本东京台东区立书道博物馆。另有安國舊藏宋拓53字本，1919年爲三井高堅購得，現藏於日本三井美術館。
然而二十世紀三十年代，古文字學家容庚從篆文結體和石花板滯兩方面對所謂宋拓本提出質疑，認爲實爲翻刻而非原拓。二十世紀九十年代，古文字學家裘錫圭亦加以考證，指出所謂宋拓本中「臨」「平」「靡」等字篆形合乎《說文解字》之訛形，而異於出土材料之真實秦系文字，「安國本所據拓者是後人對泰山刻石殘文的一種不忠實的摹刻」。2020年，據馬成名考證，所謂安國藏宋拓本石鼓文「先鋒本」「中權本」「後勁本」皆係上海藝苑真賞社翻刻僞造，同時揭示與僞宋拓石鼓文一同現世的所謂安國藏宋拓泰山刻石165字本、53字本也都是藝苑真賞社僞造翻刻本。

## 全文
兹錄刻石全文如下：
皇帝臨立，作制明法，臣下修飭。廿有六年，初并天下，罔不賓服。寴䡅遠黎，登茲泰山，周覽東極。從臣思迹，本原事業，祗誦功德。治道運行，者產得宜，皆有法式。大義箸明，陲于後嗣，順承勿革。

皇帝躬聽，既平天下，不懈於治。夙興夜寐，建設長利，專隆教誨。訓經宣達，遠近畢理，咸承聖志。貴賤分明，男女體順，慎遵職事。昭隔內外，靡不清凈，施于昆嗣。化及無窮，遵奉遺詔，永承重戒。

皇帝曰：“金石刻盡始皇帝所爲也，今襲號而金石刻辭不稱始皇帝。其於久遠也，如後嗣爲之者，不稱成功盛德。”丞相臣斯、臣去疾、御史夫臣德昧死言：“臣請具刻詔書，金石刻因明白矣。”臣昧死請。制曰：“可。”

## 外部連結
- 李斯・泰山刻石―百六十五字本―（宋拓）（秦・BC219），台東区立書道博物館 （页面存档备份，存于）